# Љаонинг
Љаонинг (кин: 辽宁, 遼寧, Liáoníng) је покрајина на североистоку НР Кине. Покрајина излази на Жуто (Корејски залив) и Бохајско море. Полуострво Љаодонг чини њен јужни део. На истоку се Љаонинг граничи са Северном Корејом.
Покрајина Љаонинг има површину од 145.900 km² на којој живи више од 42 милиона људи (податак из 2004). Главни град је Шенјанг.

## Туризам
Палата Мукден је била палата царева из династије Ћинг прије него што су освојили остатак Кине и премјестили своју престоницу у Пекинг. Иако није тако велика нити позната као њен пандан (Забрањени град) у Пекингу, палата Мукден је значајна по свом представљању тадашње архитектуре палате, а недавно је уврштена на Унескову свјетску баштину као проширење Локације Царске палате у Пекингу.